# Johannes Rydberg
Johannes Robert Rydberg (ur. 8 listopada 1854 w Halmstad, zm. 28 grudnia 1919 w Lund) – szwedzki fizyk zajmujący się spektroskopią.

## Życiorys
Znany jest głównie z podania tzw. wzoru Rydberga opisującego energię fotonów (lub długość fali w falowym ujęciu światła) emitowanych przy przejściach elektronów, znajdujących się w atomie, między różnymi poziomami energetycznymi. Stała pojawiająca się w tym wzorze zwana jest stałą Rydberga. Istnieje także jednostka energii o nazwie rydberg. Atomy z elektronami wzbudzonymi do wysokich poziomów energetycznych nazywane są atomami rydbergowskimi. Istnieje także krater na Księżycu nazwany na jego cześć Rydberg. 
Całe życie był związany z uniwersytetem w Lund.
Na jego cześć jedną z planetoid nazwano (10506) Rydberg. 